# Antonio Piazuelo
Antonio Joaquín Piazuelo Plou (Zaragoza, 6 de marzo de 1947) es un ingeniero técnico industrial y político español, que ocupó diversos cargos de responsabilidad política a nivel estatal, autonómico y local.

## Biografía
Miembro del Partido Socialista Obrero Español (PSOE) y de la Unión General de Trabajadores (UGT). Afiliado a las organizaciones socialistas desde 1974 al ser captado por su profesor de economía, el que era entonces secretario general del PSOE en Aragón, D. Guillermo García Pérez (Willy). Durante 18 años fue miembro del Comité Federal del PSOE. Fue elegido diputado al Congreso en 1977, en las primeras elecciones parlamentarias libres tras la dictadura por la circunscripción de Zaragoza. Renovó el escaño por la misma circunscripción en 1979. Como diputado, participó en la Legislatura Constituyente y formó parte de la Asamblea de Parlamentarios que inició el proceso autonómico para Aragón. Después fue elegido diputado a las Cortes de Aragón en las primeras elecciones autonómicas de 1983. Tras ser durante ocho años concejal y teniente de alcalde del Ayuntamiento de Zaragoza (1987-1995), volvió a ser elegido diputado autonómico en 1999, renovando el mandato en las dos convocatorias siguientes, 2003 y 2007. En las Cortes aragonesas fue miembro de la Diputación Permanente de 2003 a 2011. Ese año abandonó el PSOE por discrepancias con la dirección del Partido de los Socialistas de Aragón (PSOE de Aragón).